# ФК Владислав
Вижте пояснителната страница за други значения на Владислав.
Владислав е български футболен клуб от Варна, съществувал самостоятелно до 1945 г. Един от най-силните български отбори до Втората световна война.
Владислав е трикратен шампион на България и съответно трикратен носител на Царската купа, 9 пъти шампион на Варненска окръжна спортна област. През 1945 г. се обединява с Тича (Варна) под името Тича–Владислав (от 1959 г. клубът се нарича Черно море).

## История

### Начални години (1916 – 1921)
Владислав е основан на 3 април 1916 г. под името спортно-туристическо дружество „Напред“ от група младежи от варненския квартал до Морската градина. Първи и дългогодишен негов председател е Георги Антонов Георгиев. През следващите три години обаче клубът не успява да се сдобие с официална регистрация. Уставът му не е приет, поради съвпадение на имената с друго, вече регистрирано, дружество в града. По тази причина ръководството решава да регистрира клуба като колективен член на СК Тича. Официално клубът е записан в Министерството на вътрешните работи като СК Тича – клон СК Гранит под №1485 от 26 ноември 1919 г.
През пролетта на 1921 г. по време на годишно събрание на Тича настъпват несъгласия по повод на отчетния доклад. Споровете се разрастват и на практика довеждат до разцепването на клуба. СК Гранит се отделя от Тича, като към него се присъединяват и тичанците Борис Ставрев, Андрей Иванов, Любен Митев и Егон Терцета. Новото ръководство свиква общо събрание и на 1 май 1921 г. клубът приема името Владислав в чест на полския крал Владислав III Варненчик, загинал през 1444 г. пред варненската крепост в бой с Османската армия. За емблема е приета четирилистната детелина. Ръководството изготвя устав, който е утвърден със заповед №7749 от 14 декември 1921 г. на Министерството на вътрешните работи и Народното здраве. Първият екип, на зелено-бели вертикални райета, е изпратен от състезателя на клуба Мико Мешулам, който по това време е студент във Виена.

### Бърз възход (1921 – 1924)
На 10 април 1922 г. Владислав изиграва първата си междуградска среща. Гостува в София на Левски и губи категорично с 0:5. На 16 август същата година Левски връща визитата, като мачът на „Колодрума“ завършва 1:1. По-късно за треньор е назначен германецът Ернст Мург, който успява да сглоби силен тим.
През 1923 г. Владислав изиграва няколко мача срещу варненски клубове и срещу екипажи на военни кораби. На 29 юли във Варна гостува софийския ФК`13. Владислав печели мача с 4:1. На 23 август отборът гостува в Румъния на Виктория (Кюстенджа) и побеждава с 2:0. Тази среща е първата на български отбор, играна в чужбина. В реванша, игран на 9 октомври във Варна, Владислав печели с 4:0. През есента, Севернобългарската спортна лига (СБСЛ) организира във Варна първото официално градско първенство, проведено в система есен-пролет.
През сезон 1923/24 Владислав става първи шампион на Варна, а след победа над Искър (Провадия) и първи шампион на Варненска окръжна спортна област. През лятото на 1924 г. отборът провежда няколко мача с румънски клубове. На 12 юли с 3:0 е победен гостуващия Венус (Букурещ). Владислав връща визитата на 30 юли и отново печели (3:1). На 3 август играе в Букурещ срещу СК Ромкомит (0:1). На 13 и 14 септември 1924 г. Севернобългарската спортна лига организира първият официален турнир (първенство на лигата), който се провежда в Габрово. Победителят в него получава правото да участва в дебютното издание на Държавното първенство, насрочено за по-късно през годината. На 13 септември Владислав надиграва с 3:0 СК Преслав, а на следващия ден побеждава Ото (Габрово) с 5:1.
В Държавното първенство Владислав се включва от полуфиналите. На 12 октомври среща в София шампиона на Софийската спортна федерация Левски. Варненци излизат в състав: Здравко Янакиев, Любен Митев, Петър Христов, Борис Ставрев, Георги Георгиев, Иван Булгаков, Димитър Димитриев, Генчо Христов, Егон Терцета, Кръстьо Петров и Андрей Иванов. Мачът завършва 0:0 и поради неяснота в правилника как да се процедира при равен мач и при липса на съгласие между двата отбора, финалист не се излъчва и шампионатът не завършва.

### Първи шампион на България (1925 – 1937)
През 1925 г. Владислав става за втори пореден път шампион на Варненска окръжна спортна област след 7 победи и едно равенство (1:1 с Тича на 5 юли) в група с участието на Шипченски сокол, Диана, Тича и Юпитер. Така отново придобива правото да участва в Държавното първенство.
В първия кръг на 3 август 1925 г. Владислав среща Хан Омуртаг (Шумен) и побеждава с 4:1. Във втория кръг съперникът Асеновец (Сливен) не се явява. На полуфинала варненци надиграват с 4:1 Левски (Дупница). Финалът срещу Левски (София) се състои на 30 август на игрище „Юнак“ в столицата. Единствената промяна в състава на Владислав от миналогодишния полуфинал е включването на Алекси Алексиев на мястото на Генчо Христов. Владислав печели с 2:0 с голове на Андрей Иванов и Егон Терцета. По този начин става първият шампион на България, както и носител на сребърната Царска купа, приключвайки сезона с 12 победи и 1 равенство.
По сходен начин се развива сезона на Владислав и през 1926 г. Отборът става за трети пореден път шампион на Варненска окръжна спортна област и стига до финала на Държавното първенство след победи над Хан Крум (Шумен) с 3:0, Чеган (Бургас) с 9:0 и Левски (Русе) с 5:1. Съперник в директния мач за титлата е Славия (София), а мачът се провежда на игрище „Юнак“ на 22 август 1926 г. Владислав излиза в същия състав от миналогодишния финал. Съдия на срещата е Георги Григоров, който е един от основателите на Славия. След редовното време и двете продължения мачът завършва 1:1. Съгласно правилника финалът трябва да се преиграе на следващия ден при същите условия. Реферът Григоров обаче не се явява и БНСФ предлага друг съдия, с който варненци не са съгласни. Наставникът им Ернст Мург иска за рефер футболиста от ФК`13 (София) Фридрих Клюд, но той отказва да свири и гостите напускат игрището. Първоначално БНСФ присъжда служебна загуба на Владислав, като го изключва от федерацията и обявява Славия за държавен първенец. Владислав оспорва това решение пред Арбитражния съд, който го отменя. Това принуждава БНСФ да насрочи нов мач на 26 декември 1926 г. Двата отбора са съгласни, но от Софийската окръжна спортна област забраняват на Славия да играе. През следващата година все пак се взема решение на конгреса на БНСФ в Бургас да се изиграе още един мач на 7 април 1927 г. Славия обаче не се явява и титлата е присъдена служебно на Владислав.
През 1927 г. Владислав е за четвърти път шампион на ВОСО и започва подготовка за държавното първенство. При евентуална трета победа, сребърната купа ще остане тяхно притежание. Федерацията обаче, прекратява мачовете до издаване на нов правилник. Не след много време той се публикува официално, като най-съществената промяна в него e, че сребърната купа, подарена от Н.В. Борис III, се притежава от шампиона само за годината, в която е спечелил шампионата. Известява се още, че държавното първенство за 1927 г. се отменя.
С 1928 г. идва пета поредна шампионска титла на ВОСО. Във Владислав настъпват промени. Ернст Мург напуска ръководната си длъжност и на негово място е назначен банковият служител Александър Блюмел. Терцета се контузва и приключва с футболната си кариера. Булгаков, Любен Митев и Петър Христов страдат от контузии и на тяхно място се включват новите попълнения Кирил Денев, Генчо Димитров, Стефан Данчев и Венелин Димитриев. На полуфинала за държавното първенство, Владислав постига лека победа над Левски Русе (5 – 1) и непосредствено преди финала побеждава в контрола АС-23 (5 – 1). Финалът срещу Славия се изиграва на 30 септември. Владислав се представя разочароващо и губи с 0 – 4.
През 1930 г. Владислав става за шести път шампион на ВОСО. В държавното първенство отстраняват Слава Ямбол (7 – 0) и Хан Омуртаг Шумен (4 – 2) и на 3 октомври се изправят на финала срещу Славия в състав Здравко Янакиев, Иван Георгиев, Кирил Генов, Георги Георгиев, Цветан Димитров, Андрей Иванов, Пантелей Буйнов, Любен Балтаджиев, Кирил Денев, Славчо Димитров и Борис Камбуров. И този път владиславци се представят незадоволително и загубват с 1 – 4. Особено очебийни са грешките на иначе стабилният на вратата Здравко Янакиев, който не реагира на първите 2 гола, а при единия улавя топката и пада с нея зад голлинията. От следващия сезон, той напуска клуба и заиграва за Шипченски сокол.
През следващите 3 години Владислав изпада в криза и загубва позициите си на лидер във Варна. Това принуждава новото ръководство с председател Лука Доросиев да направи основни промени. От Марица Пловдив е привлечен нападателят Асен Мянков, а от Провадия идват нападателите Стафан Боранов и Георги Радев, както и вратарят Жечо Петков. От юношите и „Б“ отбора се включват бековете Иван Моканов и Панайот Георгиев, и халфа Никола Калдаръмов.
През 1934 г. съперниците на Владислав във ВОСО са Ш.сокол, Тича, Варна и Победа от Варна и България от Провадия. Владислав завършва първенството с 8 победи и 4 равни мача и така с 20 точки печели за седми път първенството на ВОСО. В квалификационните мачове за държавно първенство, Владислав побеждава последователно Хан Омуртаг от Шумен с 4 – 1, Ботев Ямбол с 6 – 0 и Напредък Русе с 3 – 1. Така Владислав достига петия си финал за държавно първенство и отново се изправя срещу Славия София в състав: Жечо Петков, Иван Моканов, Панайот Георгиев, Никола Калдаръмов, Цветан Димитров, Андрей Иванов, Стефан Боранов, Асен Мянков, Кирил Денев, В. Димитриев, Евтим Филев. Резултатът е открит в 20-а минута от Евтим Филев след разбъркване пред вратата на Славия, а в 30-а минута капитанът Кирил Денев оформя крайното 2 – 0 с глава след центриране на Стефан Боранов. Така Владислав печели третата си държавна титла.
Владислав отстъпва първото място във ВОСО през следвасите 2 години на Тича които печелят първата си окръжна титла през 1935. През 1936 г. се оказва, че Владислав играе с нередовно картотекиран играч и е изваден от първенството, което се използва от ръководството за обновяване на състава. Привличат се общо 11 нови играчи на възраст между 18 и 20 години. Между тях са Георги Христов (Шилото), Стоян Орманджиев, Йордан Кирчев и Младен Джуров от СК Радецки. Прекратяват състезателната си дейност Кирил Денев, Асен Мянков, братята Димитриеви и Панайот Георгиев. На 10 юли 1936 във Варна гостува вицешампиона на Франция Расинг Страсбург, който вече е победил Славия в София с 2 – 0. Гостите водят с 1 – 2 до последната минута, когато Георги Христов, отличаващ се с бързината си и с факта, че играе с очила изравнява разултата след самостоятелен пробив по лявото крило.
През 1937 г. Владислав печели всичките си мачове срещу участниците във ВОСО: Ш. сокол, Тича, Победа, Радецки, Аспарух и завършва наравно срещу Левски (1:1, на 3 май). Така Владислав става за осми път шампион в това състезание, след което е поканен в Истанбул за приятелски мач срещу местния СК Пера, загубен с 1 – 3 на 25 май. За държавното първенство, Владислав достига лесно до полуфинал срещу Левски Русе. След 1 – 1 в редовното време и продълженията, варненци не се явяват на определената дата за реванш и губят служебно. Причината е наказания и контузии в отбора.

### Участия в Националната дивизия (1937 – 1940)
През октомври 1937 се извършва радикална промяна в провеждането на националното първенство. Минава се на система всеки срещу всеки на разменено гостуване в група от 10 отбора. Ожесточени спорове възникват относно състава на групата за новия сезон 1938. От София предлагат тя да се състои от 3 софийски отбора и по един от другите спортни области, на което се противопоставя председателят на Владислав, Стефан Константинов. Той заявява, че ако Варна не се представи от 2 отбора, Владислав ще се оттегли от участие. Аргументът му е приет и двата варненски отбора, Тича и Владислав са включени в групата. Владислав завършва втори, на 3 точки след шампиона Тича. Футболистите участвали в състава на СК Владислав в мачовете от Националната дивизия са: вратари – Кирил Момчилов и Здравко Янакиев, бекове – Иван Моканов и Стоян Орманджиев, халфове – Никола Калдаръмов, Георги Мишков, Цветан Димитров и Александър Коев, нападатели – Стефан Боранов, Архангел Стойнов, Йордан Кирчев, Ламбо Атанасов, Васил Радев, Георги Христов и Антон Грозданов.
1938 – 39. Владислав отново е вицешампион на 1 точка след Славия. Титлата се решава буквално в последния мач на дивизията, игран между двата отбора в София на 23 юли 1939 г. При равен мач Владислав взема титлата, а Славия се нуждае от победа. Крум Милев от Славия отбелязва единственият гол с далечен удар и последвал рикошет на топката още в 12-а минута на срещата. В последната минута на мача, Георги Христов се откъсва и остава сам срещу вратаря на Славия, но не уцелва вратата.
1939 – 40. Представянето на отбора е под възможностите и очакванията. През есенния полусезон не е спечелен нито един мач и въпреки подемът през пролетта, Владислав остава последен в крайното класиране с 11 точки. Според тогавашният регламент, за да запази мястото си в групата, Владислав трябва да срещне Ботев Пловдив в два мача. След 1 – 1 в Пловдив и победа с 2 – 0 във Варна, Владислав остава в Националната дивизия.
1940 – 41. След изиграване на първия кръг, Националната дивизия се разформирова поради разногласия между участниците относно съставът ѝ. Възстановява се старата система с окръжни първенства и елиминация между победителите им. Владислав става за рекорден девети път шампион на ВОСО, като в отбора особено се открояват бековете Моканов и Димитров и нападателите Недко Недев, Младен Джуров и Георги Христов. Но настъпват военните 1941 – 44 години. Започват мобилизации на футболисти и Владислав трудно събира състезатели за мачовете си, което се отразява зле при класирането му. За държавно първенство, Владислав отпада след две служебни загуби от ФК-13.
На 18 февруари 1945 г. клубът престава да съществува самостоятелно след обединение със СК Тича в настоящия Черно море под името Тича – Владислав.
В това обединение, Владислав участва с всичките си налични активи и пасиви (футболисти, треньори и финанси). Общо 13 владислаци обличат екипа на Тича-Владислав. Това са играещият треньор Иван Моканов, вратарят Жечо Петков, бековете Димитър Димитров и Манчо Рачев, халфовете Никола Калдаръмов и Георги Георгиев, нападателите Лазар Логофетов, Недко Недев, Богомил Костов, Христо Конаков, Атанас Конаков, Младен Джуров и Никола Желев.

## Славните години
- Шампион през 1925 и 1926
  - Вратари: Здравко Янакиев, Димитър Абаджиев
  - Защитници: Петър Христов, Борис Ставрев, Любен Минев
  - Халфове: Георги Георгиев, Иван Булгаков (Русия), Генчо Христов, Славчо Димитров, Кирил Денев
  - Нападатели: Алекси Алексиев, Димитър Димитриев, Андрей Иванов, Борис Камбуров, Кръстьо Петров, Егон Терцета-капитан (Италия)
  - ст.треньор: Ернст Мург (Германия)

- Шампион през 1934
  - Вратар: Жечо Петков
  - Защитници: Панайот Георгиев, Цеко Димитров, Иван Моканов
  - Халфове: Никола Калдаръмов, Асен Мянков, Венко Димитриев, Оник Христамян
  - Нападатели: Стефан Боранов, Димитър Димитриев, Андрей Иванов, Любен Загорски, Евтим Филев
  - ст.треньор: Алекси Алексиев

## Успехи
- Шампион на България (3) – 1925, 1926, 1934
- Вицешампион на България (4) – 1928, 1930, 1938, 1939
- Шампион на Северно-българска Спортна Лига – 1924
- Шампион на Варненска Окръжна Спортна Област (9) – 1924, 1925, 1926, 1927, 1928, 1930, 1934, 1937, 1941

## Известни футболисти
| - 1920 – 1930 - Алекси Алексиев - Андрей Иванов - Борис Ставрев - Егон Терцета - Здравко Янакиев - Иван Булгаков - Кирил Денев - Кръстьо Петров - Георги Георгиев - Димитър Димитриев | - 1930 – 1940 - Георги Христов - Жечо Петков - Иван Моканов - Младен Джуров - Недко Недев - Никола Калдъръмов - Стефан Боранов - Стоян Орманджиев - Д-р Цветан Димитров |